# Pewne sekwencje
Pewne sekwencje – to trzecia solowa płyta Noona wydana 18 stycznia 2008.

## Lista utworów
1. Esiane
2. Etron
3. So/Raw
4. Hoken
5. Warsaw Sun